# 副學位
副學位（英語：Sub-degree）是一個專上教育資歷的統稱，學生修畢副學位課程（英語：Sub-degree Programme）後可獲得比大學學士學歷低但比高中學歷高的資歷。
副學位包括了副學士（Associate Degree）、高級文憑（Higher Diploma）、高等文憑（Advanced Diploma）、文憑（Diploma）和專業文憑（Professional Diploma）課程等等，修讀年期通常為兩年，但香港在實施三三四學制前修讀年期多為三年。

## 香港情況
香港的認可副學士課程都收錄於經評審專上課程資料網（iPASS），按香港「經評審專上課程資料網」（页面存档备份，存于）數據顯示，在2011/12學年裡香港經評審的副學位課程逾300個，當中副學士和高級文憑各佔一半左右。每年副學位課程學費約港幣39,000至80,000元不等，合資格的學生一般可以向香港學生資助辦事處申請各項資助計劃，或持續進修基金等。
修畢副學位課程的畢業生可銜接北美洲四年制大學學位課程的第二至三年，或英國三年制大學的第二年。